# Shaun Maloney
Shaun Richard Maloney (Miri, Sarawak, Maleisië, 24 januari 1983)  is een Schots voetbaltrainer en voormalig voetballer.
Hij maakte in 2005 zijn debuut in het Schots voetbalelftal. Zijn gebruikelijke speelpositie was vleugelspeler, maar Maloney kon ook als aanvallende middenvelder uit de voeten.
Van 2018 tot 2021 was Maloney assistent-bondscoach bij de Rode Duivels. In het voorjaar van 2022 was hij gedurende vier maanden hoofdtrainer bij het Schotse Hibernian maar moest er vertrekken wegens teleurstellende resultaten.

## Erelijst
Celtic
- Kampioen Scottish Premier League

2000/01, 2001/02, 2003/04, 2005/06, 2006/07
- Scottish Cup

2003/04, 2004/05, 2010/11
- Scottish League Cup

2005/06, 2008/09
 Wigan Athletic
- FA Cup

2012/13